# Rememory
Rememory è un film del 2017 cosceneggiato e diretto da Mark Palansky, con protagonista Peter Dinklage.

## Trama
In seguito alla misteriosa morte di uno scienziato, pioniere nella tecnologia dell'estrazione dei ricordi per visualizzazione su dispositivi esterni, Sam Bloom intraprende un'indagine per cercare di risolvere l'assassinio usando questo apparecchio mnemonico. Nel proseguire delle indagini, si scopre una rete di intrighi e macchinazioni.

## Produzione
Le riprese del film sono iniziate il 25 gennaio 2016 e sono terminate il 22 febbraio seguente.

## Promozione
Il primo trailer del film viene diffuso il 14 agosto 2017 dal canale YouTube della LionsGate.

## Distribuzione
Il film è stato presentato il 25 gennaio al Sundance Film Festival 2017, e distribuito limitatamente e on demand negli Stati Uniti a partire dall'8 settembre 2017. In Italia la pellicola è stata presentata al Trieste Science+Fiction Festival alla fine di novembre 2017.

### Divieti
La pellicola è stata vietata ai minori di 13 anni non accompagnati da adulti per la presenza di "sangue e tematiche, materiale e linguaggio non adatto".

## Riconoscimenti
- 2017 - Canadian Cinema Editors Awards
  - Candidatura per il miglior montaggio a Jane MacRae e Tyler Nelson